# Aviva
Aviva plc — британська транснаціональна страхова компанія зі штаб-квартирою в Лондоні, Англія. Має близько 18 мільйонів клієнтів на своїх основних ринках Великої Британії, Ірландії та Канади. У Сполученому Королівстві Aviva є найбільшим загальним страховиком і провідним постачальником життя та пенсій. Aviva також є другою за величиною загальною страховою компанією в Канаді.
Aviva також зосереджується на зростаючих ринках Китаю та Південно-Східної Азії через інвестиції та створення спільних підприємств з іншими компаніями. Aviva має первинний лістинг на Лондонській фондовій біржі та є складовою частиною індексу FTSE 100.

## Історія
Історія Aviva починає свою діяльність із заснування найстарішої британської страхової компанії "Hand in Hand Fire & Life Insurance Society" в Лондоні в 1696 році.

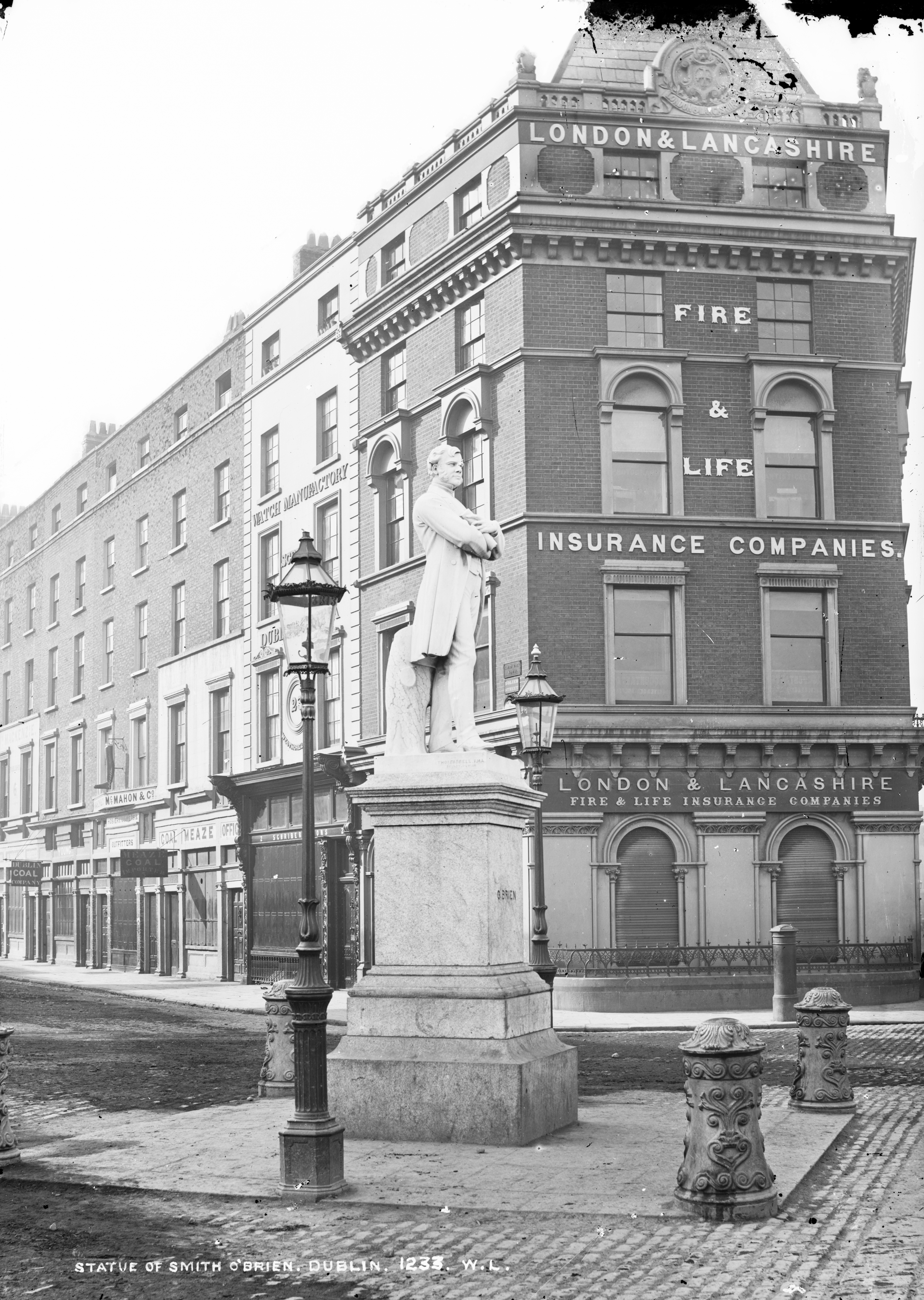
Компанія-попередник London and Lancashire Fire and Life, в Дубліні 1871 рік.

Вона була створена шляхом злиття двох британських страхових компаній Norwich Union і CGU plc (сама створена в результаті злиття в 1998 році Commercial Union і General Accident) як CGNU в лютому 2000 року. Назва Aviva була прийнята в Липень 2002. Після цього більшість операцій групи, за винятком деяких сильних місцевих брендів, здійснювалися під єдиним брендом «Aviva».
У 2002 році Aviva придбала Abeille Vie, французьку компанію зі страхування життя.
У березні 2005 року Aviva придбала компанію RAC plc, що займається відновленням після зламання, приблизно за £1,1 млрд.
У липні 2006 року Aviva значно розширила свою присутність у Сполучених Штатах, придбавши AmerUs Group, компанію фінансових послуг у Де-Мойні, засновану в 1896 році в рамках угоди на 2,9 мільярда доларів (1,6 мільярда фунтів стерлінгів).